# Alanzinho
Alan Carlos Gomes da Costa mais conhecido como Alanzinho (Rio de Janeiro, 22 de fevereiro de 1983) é um ex-futebolista brasileiro que atuava como meia.

## Carreira
Alanzinho chegou a Gávea com apenas 8 anos de idade e passou por todas as categorias de base, sempre se destacando pela sua habilidade, até chegar à equipe principal do Flamengo, em 2002.

## Títulos
Stabæk
- Campeonato Norueguês: 2008[2]

Trabzonspor
- Copa da Turquia: 2010
- Supercopa da Turquia: 2010